# THORES柴本
THORES柴本（トーレスしばもと、11月1日 - ）は日本のイラストレーターである。角川書店刊のライトノベル雑誌「ザ・スニーカー」の読者イラスト投稿コーナーで頭角を現し、後に同誌連載の小説『トリニティ・ブラッド』のイラスト担当に抜擢されプロデビューした。幻想的なイラストを得意とする。
ペンネームの由来は、初めて観たガンダムシリーズである『機動戦士ガンダムΖΖ』の登場人物「トーレス」と、トーレス役を演じている声優の柴本浩行から。

## 作品リスト

### 挿絵・表紙
- トリニティ・ブラッド[1]（著者：吉田直 角川スニーカー文庫）
- 『オペラ』シリーズ（著者：栗原ちひろ ビーンズ文庫）
- 新バイオニック・ソルジャーシリーズ 新・魔界行1 - 3（著者：菊地秀行 祥伝社ノン・ノベル）
- オーラバトラー戦記 第7巻 東京上空（著者：富野由悠季 角川スニーカー文庫）
- 骨王Ⅰアンダーテイカーズ（著者：野村佳 角川スニーカー文庫）
- デビルメイクライ4（著者：森橋ビンゴ、安井健太郎 角川スニーカー文庫）
- 天涯のパシュルーナ（著者：前田栄 ウィングス文庫）
- S RED-ザ・スニーカー100号記念アンソロジー（著者：吉田直、ほか 角川スニーカー文庫）
- ヴァンパイアハンター・リンカーン（著者：セス・グレアム＝スミス（訳者：赤尾秀子）角川書店）
- バチカン奇跡調査官（著者：藤木稟 角川ホラー文庫・角川書店）
- 『六使徒』シリーズ（著者：栗原ちひろ F-Clan文庫）
- 黎明の書（著者：篠田真由美 トクマ・ノベルズ）
- 進撃の巨人 Before the fall（著者：涼風涼 講談社ラノベ文庫）
- 探偵・朱雀十五の事件簿（著者：藤木稟 角川ホラー文庫）
- ミレニアムの翼〜320階の守護者と三人の家出人〜（著者：縞田 理理  ウィングス文庫）
- 最果ての東（著者：十文字青 講談社ラノベ文庫）
- 悪魔交渉人（著者：栗原ちひろ 富士見L文庫）
- 迷子と迷子のアクセサリー店 家なき少年と彷徨う国（著者：高里椎奈 ビーズログ文庫）
- 「死神」シリーズ（著者：榎田ユウリ 新潮文庫nex）
- イロニーの魔術師（著者：黒川裕子 C★NOVELSファンタジア）
- 羽衣幻視（著者：星野亮 朝日エアロ文庫）
- 華族探偵と書生助手（著者：野々宮ちさ 講談社X文庫ホワイトハート・講談社）
- からくり同心 景 (著者：谷津矢車 角川文庫)
- 謳えカナリア（著者：諸口正巳 KADOKAWA/エンターブレイン）
- 『薔薇十字叢書』シリーズ（原作：京極夏彦・著者：佐々木禎子 富士見L文庫）
- カスミとオボロ（著者：丸木文華 集英社オレンジ文庫）
- 刑事と怪物（著者：佐野しなの メディアワークス文庫）
- 妖獣都市 邪体曼荼羅（著作：菊地秀行、μNOVEL）
- ある小説家をめぐる一冊（著者：栗原ちひろ 富士見L文庫）
- 王立探偵シオンの過ち（著者：我鳥彩子 コバルト文庫)
- 無限回廊案内人（著者：千年、小学館文庫キャラブン!）
- 獣の巫女は祈らない（著者：中村ふみ、講談社X文庫ホワイトハート）
- ヴァンパイア探偵 －－禁断の運命の血－－（著者：喜多喜久、小学館文庫キャラブン!）
- シェイクスピア警察 マクベスは世界の王になれるか（著者：菅野彰、集英社オレンジ文庫）
- オルクセン王国史〜野蛮なオークの国は、如何にして平和なエルフの国を焼き払うに至ったか〜（著者：樽見京一郎、サーガフォレスト）

### 連載作品
- トリニティ・ブラッドR.A.M.（挿絵 著者：吉田直 角川書店「ザ・スニーカー」連載）
- シザーズクラウン-セカイの仕立屋-（原作・イラスト 角川書店「ザ・スニーカー」連載）
- 天涯のパシュルーナ（挿絵 著者：前田栄 新書館「小説ウィングス」連載）
- ミレニアムの翼（挿絵 著者：縞田理理 新書館「小説ウィングス」連載）
- 黎明の書（挿絵 著者：篠田真由美 徳間書店「SFJapan」連載）

### その他の作品
- トリニティ・ブラッド（漫画版）（キャラクター原案 原作：吉田直、絵：九条キヨ）
- トリニティ・ブラッド画集 Fabrica Theologiae(ファブリカ・テオロギア)（角川書店）
- THORES柴本画集 IL TAPPETO ROSSO（イル・タッペート・ロッソ）（角川書店）